# Plastic Man (superheld)
Plastic Man (Patrick "Eel" O'Brian) is een fictieve superheld. Aanvankelijk kwam hij voor in strips gepubliceerd door Quality Comics, en tegenwoordig door DC Comics. Hij werd bedacht door Jack Cole.

## Biografie

### Pre-Crisis
Plastic Man was oorspronkelijk een inbreker Patrick "Eel" O'Brian. Hij had op zijn 10e zijn ouders verloren en was gedwongen op straat te leven. Als volwassene werd hij lid van een inbrekersbende. Toen de groep op een nacht werd betrapt door een nachtwaker, werd Eelin zijn schouder geschoten en blootgesteld aan een grote hoeveelheid onbekend zuur. Zijn mede bendeleden gaven niets om hem en lieten hem achter. Eel wist aan de politie te ontkomen, en werd later gevonden door een monnik. De monnik hielp hem er weer boven op omdat hij voelde dat Eel niet echt slecht was. Dit maakte dat Eel besloot afstand te doen van zijn criminele leven.
Tijdens zijn verblijf in het klooster ontdekte Eel dat het zuur zijn bloedbaan had betreden,en een vreemde fysieke verandering veroorzaakte. Zijn lichaam was nu net rubber. Hij besloot deze nieuwe gaven te gebruiken om zijn oude wandaden goed te maken, en werd Plastic Man. Wel deed Eel alsof hij nog steeds een inbreker was, zodat hij connecties behield met de criminele onderwereld en zo cruciale informatie kon krijgen.
Plastic Man werd uiteindelijk een agent voor de FBI.

### Post-Crisis
Na het verhaal Crisis on Infinite Earths werd Plastic Man’s geschiedenis aangepast. De monnik en zijn goede bedoelingen werden uit Plastic Man’s oorsprong geschreven. In plaats daarvan onderging Eel zijn transformatie op straat na te zijn blootgesteld aan chemicaliën. Aanvankelijk was hij zich niet bewust van zijn transformatie, tot hij besefte dat hij het “monster” was waar iedereen over sprak. Hij kon aan het leger ontkomen, maar zijn nieuwe toestand maakte hem enorm suïcidaal. Zijn poging om zelfmoord te plegen werd onderbroken door Woozy Winks, een voormalige psychiatrische patiënt. De twee werkten samen om Eel’s krachten optimaal te leren beheersen. Aanvankelijk wist Eel niet goed wat hij met zijn krachten moest doen, daar hij niet kon beslissen wat meer geld opbracht: misdaden plegen of misdaad bestrijden. Hij maakte zijn keuze uiteindelijk door met een muntje te tossen.
Als Plastic Man kreeg Eel lidmaatschap aangeboden voor de Justice League. Dit bleek een waardevolle zet daar hij als enige Martian Manhunter aankon toen die was veranderd in de slechte “Fernus”. Hoewel hij aanvankelijk een held was geworden voor het geld, ontwikkelde hij later dezelfde morele code als veel helden.

## Krachten en vaardigheden
Plastic Man’s lichaam is een soort organisch rubber geworden door een ongeluk met een onbekend industrieel zuur.
Hij kan zijn lichaam zeer ver uitrekken en zich omvormen tot vrijwel elke gewenste vorm. Hij kan zo dun worden dat hij onder de kieren van een deur door kan glijden, met zijn vinger een slot openen, zich voordoen als doorsnee voorwerpen en zich vermommen door zijn gezicht te vervormen. Het is niet bekend waar zijn grenzen liggen. Zijn enige beperking is kleur. Hij kan zijn huidskleur niet veranderen, behalve met zeer intense concentratie, wat hem bij het vermommen soms hindert.
In tegenstelling tot andere elastische helden, zoals Mr. Fantastic of Elongated Man, heeft Plastic Man’s lichaam geen vaste vorm. Zijn menselijke gedaante is slechts een van zijn vele vormen. Hij heeft ook geen interne organen, en bloedt niet als hij gewond raakt. Omdat zijn hersenen ook van rubber zijn, is hij immuun voor telepathische aanvallen. Tevens kan hij zichzelf gemakkelijk terugveranderen indien hij tegen zijn wil in iets anders wordt veranderd.
Plastic Man is door zijn krachten vrijwel onverwoestbaar, en mogelijk zelfs onsterfelijk. In het verhaal "The Obsidian Age" reisde Plastic Man 3000 jaar terug naar het verleden, waar zijn lichaam werd opgebroken in afzonderlijke delen. Hij overleefde in deze vorm gedurende 3000 jaar tot de Justice League hem vond en weer in elkaar zette.

## In andere media
- Plastic Man had een gastrol in de serie Super Friends.

- Hij kreeg zijn eigen serie, The Plastic Man Comedy/Adventure Show, als spin-off van Super Friends.

- Plastic Man werd even kort genoemd door Green Lantern en Elongated Man in de aflevering "The Greatest Story Never Told" van de serie Justice League Unlimited.

- Plannen voor een Plastic Man film bestaan al sinds 2003. Maar tot nu toe is deze film nog niet verschenen.

- Tevens een rol in de graphic novel The Dark Knight Strikes Again. Gevangen gehouden door Lex Luthor en Brainiac, maar bevrijd door de al 60-jarige Batman en zijn hulpje Catgirl. Hij besluit als dank aan de zijde van Batman en consorten mee te vechten.